# King Arthur (opera)

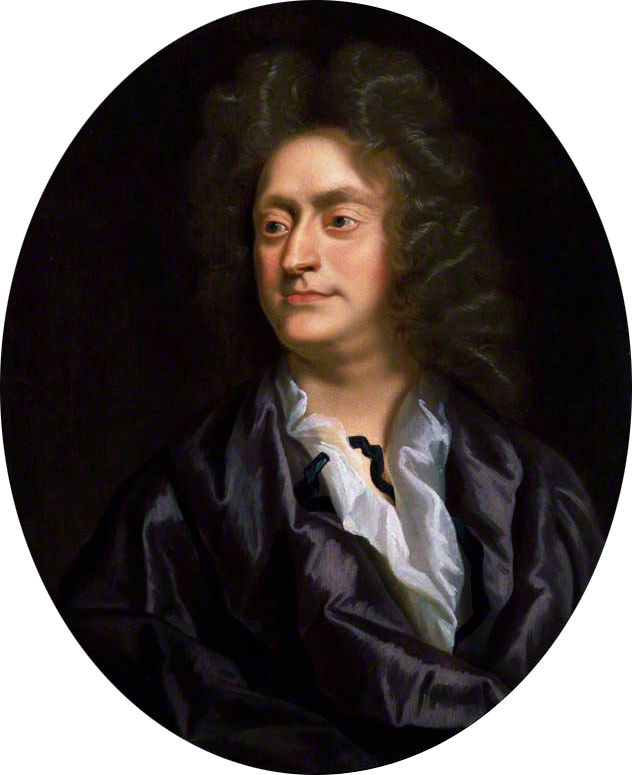
Henry Purcell

King Arthur or The British Worthy (Kung Arthur eller Britanniens hjälte) är en semiopera i fem akter av Henry Purcell och med text av John Dryden.

## Bakgrund
King Arthur blev Purcells mest älskade sceniska verk och det uppfördes regelbundet under hela 1700-talet och ända in på 1800-talet. Det här är det enda exemplet på en semiopera som inte är baserat på ett mask- eller skådespel. Dryden ville skriva en engelsk patriotisk Dramatick Opera till 25-årsjubileet av restaurationen 1685. Kung Karl II hade under sin exil uppehållit sig i Frankrike och önskade sig en opera i fransk stil (enbart med sång). Dryden förkastade därför sitt skådespel King Arthur och skrev i stället om den ursprungliga prologen till ett självständigt sceniskt verk med titeln Albion and Albanius. Verket tonsattes av fransmannen Louis Grabu, som var bosatt i London, och uruppförandet ägde rum 1685. Uppmuntrad av framgången tog sig Dryden på nytt an King Arthur och omarbetade skådespelet speciellt för Purcell. Operan uruppfördes maj eller juni 1691 på Queen's Theatre i Dorset Garden i London.
Svensk premiär på Drottningholmsteatern 4 juli 1971.

## Musiken i operan

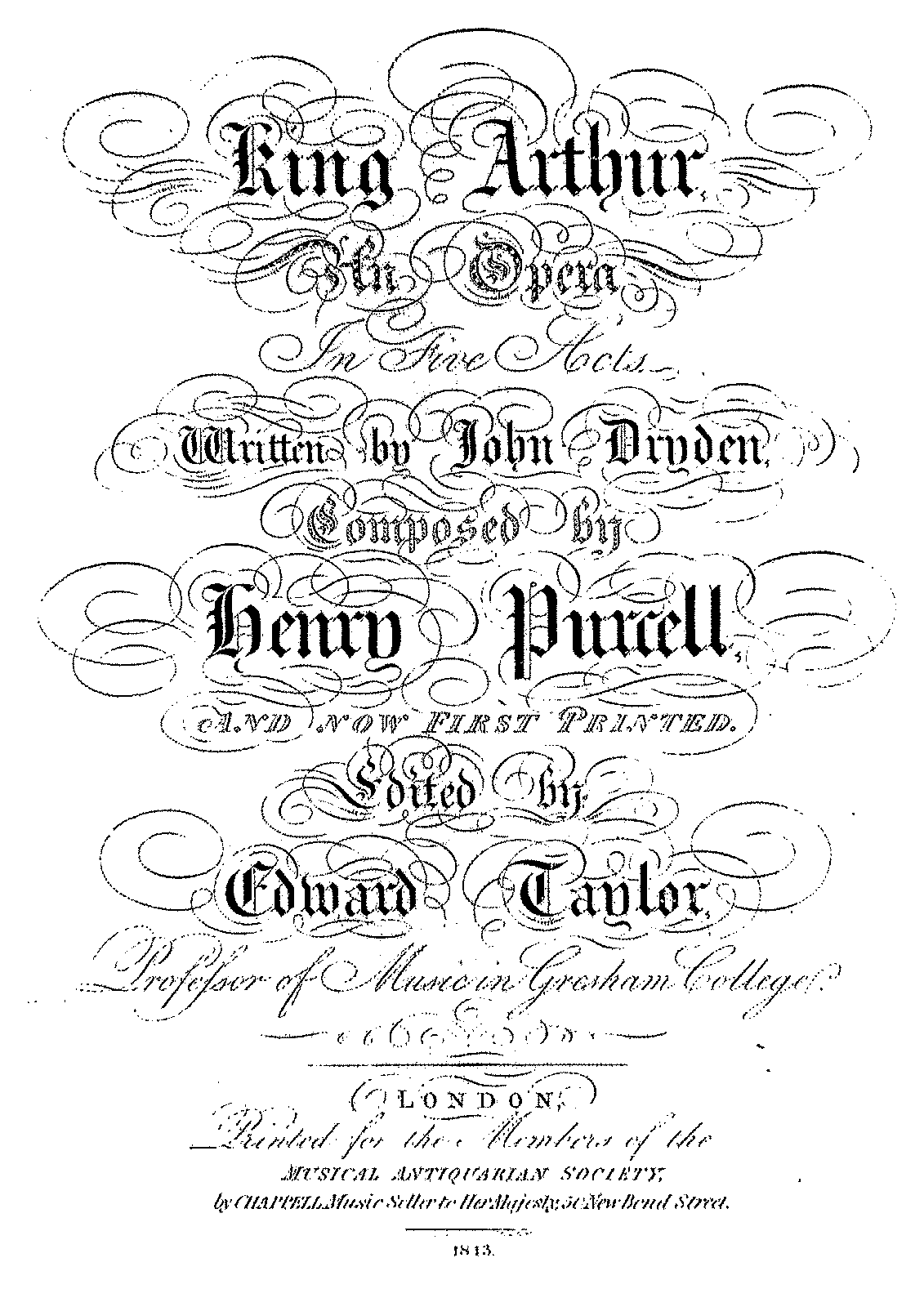
Framsida till partituret, 1813.

Musikaliskt sett är verket uppdelat i sex scener: 
- Den första skildrar saxarnas offer (akt I).
- I centrum för andra scenen (akt II) står de stridande andarna ("Hither this way, this way bend"), som utgör ett ögonblick av såväl äkta dramatik som sann opera: Philidel och Grimbald försöker få Arthurs krigsmakt att ställa sig på den goda respektive onda sidan.
- I tredje scenen demonstrerar Purcell med kören "How blest are the Shepards" sin geniala begåvning för pastorala scener.
- Den fjärde scenen (akt III), den så kallade "Frostscenen", där kylans ande, som manats fram ut jorden, vädjar om att få återvända ("Let me, let me freeze again"), har blivit berömd tack vare vibratoeffekten i stråkarna. Purcell uppnår denna genom att låta stråkarna spela upprepade ackord, där varje enskild ackord förses med ett kraftigt vibrarto. Effekten stegras av den anmärkningsvärda kromatiken i Purcells harmonik.
- Den femte scenen (akt IV) innehåller de båda sirenernas förföriska sång i g-moll, "Two daughters of this aged stream are we", som följs av en av Purcells ypperligaste kompositioner, passacaglian för oboer, stråkar, sopran, alt, bassolist och kör, "How happy the lover".
- För att frambesvärja ön i den sista scenen (akt V), förkunnar en baryton "Ye blustering brethren" mot bakgrunden av de virtuosa stråkarnas illustration av en stormvind, som efter hand lägger sig. I lugnet som därefter infinner sig uppenbaras Britannien. Till finalens jubelvisor hör den engelska folkvisan "Your hay is now mow'd" och den berömda "Fairest isle", en högstämd patriotisk aria som inte står klagosången i slutet av Dido och Aeneas efter.

## Personer
- Kung Artur (talroll)
- Oswald, Kung av Kent, saxare och hedning (talroll)
- Conon, Hertig av Cornwall, kung Arthurs underlydande (talroll)
- Merlin, trollkarl (talroll)
- Osmond, en saxisk trollkarl (talroll)
- Aurelius, Arthurs vän (talroll)
- Albanact, kapten för Arthurs livvakt (talroll)
- Guillamar, Oswalds vän (talroll)
- Emmeline, Conons dotter (talroll)
- Matilda, hennes jungfru (talroll)

- Luftanden Philidel (sopran)
- Jordanden Grimbald (basbaryton)

## Handling
Akt I

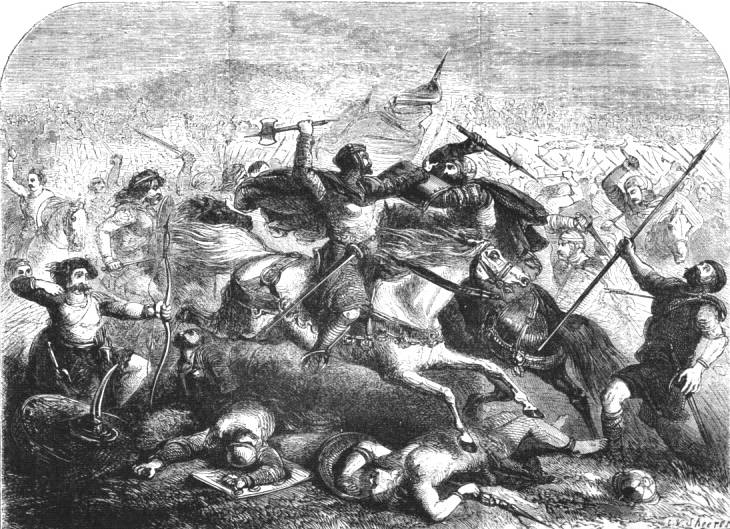
Kung Arthur besegrar saxarna.

Saxarnas kung Oswald hotar britternas kung Arthur. Båda är rivaler om Emmeline, hertigen av Cornwalls blinda dotter. Oswald skulle för länge sedan ha besegrat Arthur om denne inte hade skyddats av trollkarlen Merlin. Oswald får å sin sida hjälp av trollkarlen Osmond, luftanden Philidel och jordanden Grimbald. Ett slag utkämpas och saxarna besegras.
Akt II
Trollkarlen Merlin har vunnit över luftanden på sin sida. När Grimbald försöker vilseleda britterna, kallas de tillbaka till den rätta vägen av Philidel.
Akt III
Oswald rövar med hjälp av jordanden och trollkarlen Osmond bort Emmeline. Arthur beklagar förlusten av sin älskade och britterna svär att befria henne. Oswald försöker vinna Emmelines gunst, men misslyckas. Med hjälp av magisk balsam återger Philidel Emmeline hennes syn. Osmond lamslår land och folk, men Cupid bringar värme och livet återvänder.
Akt IV
Trollkarlen Osmond försöker locka Arthur i fördärvet genom att leda honom in i en skog full av rår, nymfer och sirener. Men Arthur, som genomskådat sveket, lyckas stå emot de båda sirenernas förförelsekonster, förstör skogen och tar Osmond tillfånga.
Akt V
De båda härarna står stridsberedda mot varandra. Oswald och Arthur utkämpar en envig, där britten segrar. Den storsinte Arthur skänker saxaren livet. Emmeline återförenas med Arthur. Merlin förkunnar att det råder allmän fred och alla stämmer upp en lovsång till Britanniens och dess skyddshelgon, Sankt Georg.